# Димитриос Лазаридис
Димитриос Лазаридис (на гръцки: Δημήτριος Λαζαρίδης) е гръцки археолог, изследовател на античния град Амфиполис.

## Биография
Лазаридис е роден в 1917 година в Кавала. Учи история и археология в Солунския университет, който завършва в 1941 година. През 1942 – 1945 година е уредник на старините в Солун, а след това от 1945 година и в продължение на двадесет години е уредник на старините на Източна Македония и Тракия в Кавала. През този период две години (1950 – 1952) учи със стипендия на френското правителство в Сорбоната. Учи също в Института за изкуство и археология, Френския колеж, Практическото училище за висши изследвания и Лувърското училище. В 1960 година става доктор на Солунския университет. По времето, когато е ефор в Кавала, той извършва разкопки в Абдера, Филипи, Никищан (Никсиани), Тасос, древния Неапол в Кавала и Амфиполис.
В 1956 година Лазаридис започва разкопки в Амфиполис, започвайки от некропола на античния град. Той отива в Амфиполис за първи път през есента на 1955 година. Като ефор за старините на Източна Македония и Тракия от 1946 година той има огромно поле на отговорност и действие: от Струма до Марица, Самотраки и Тасос. Твърде много археологически обекти, изключително важни, без инфраструктура, без музеи, без средства за разкопки, дори без складове за съхранение на находките. Пристигайки в Амфиполис, той си поставя за цел да разграничи некропола, да го разкопае, за да го спаси от иманярите. В периода 1956 – 1961 година разкрива около 400 гроба. В един гроб е открит златен венец и златни пръстени. В 1964 година прави първия разрез на могилата Каста и разкрива 41 m от огражденито на Амфиполската гробница. Недостигът на финансиране не му позволява да отиде по-далеч. След втори разрез започва да копае от горе надолу и открива тухлена сграда. Разкрива и около 100 тракийски гроба, датиращи отпреди създаването на Амфиполис, от тракийския град Енеа Одос.
В 1965 година Лазаридис се премества в Атина и поема ръководството първо на I ефория за старините на Атина, а по-късно и на II ефория за старините на Атика. В 1968 година обаче диктатурата го отстранява и му забранява да напуска страната. В 1969 година диктатурата е принудена от намесата на френския президент Жорж Помпиду да му позволи да напусне страната за няколко дни, за да бъде отличен за разкопките на Амфиполис. Във Франция Лазаридис е обявен за почетен доктор на най-стария университет на Франция в Безансон.
След падането на диктатурата Димитриос Лазаридис поема поста главен ефор на антиките на Атина-Атика (1974 – 1975), а след това до 1977 година е главен инспектор по антиките на Министерството на културата и науката. От 1977 година и в продължение на седем години той е професор по класическа археология в Университета на Крит и след това е и редовен професор.
В допълнение към разкопките в райони на Северна Гърция Лазаридис също провежда разкопки в Атина, Пирея, Враврона, Саламина, Егина, Халкида и Еретрия. Той също така организира различни музеи както в Македония (новите музеи на Кавала и Филипи и отчасти стария музей на Тасос), така и в Южна Гърция (новите музеи на Скирос и Саламин), докато под негово ръководство се извършва работа по реставрацията и поддръжката на различни паметници във Филипи, Драма, Кушнишкия манастир и други.
Димитрис Лазаридис е почетен член и кореспондент на Германския археологически институт, член на Асоциацията за Гръцки изследвания и член на Археологическото дружество в Атина и Археологическия съвет.
Умира в 1985 година.